# Astragalus stevenianus
Astragalus stevenianus — вид квіткових рослин з родини бобових (Fabaceae). Ареал охоплює такі країни: Вірменія, Азербайджан, Грузія, Іран, Туреччина.

## Середовище
Висота проживання: 300–2100 метрів. Ця багаторічна прямовисна трав'яниста рослина зустрічається на сухих кам'янистих, гравійних та глинистих схилах. Немає відомих серйозних загроз для цього виду.